# Петренко, Василий Григорьевич
Василий Григорьевич Петренко (2 января 1928 — 7 апреля 1982) — передовик советской строительной отрасли, бригадир комплексной бригады строительного управления «Титанстрой» треста «Запорожалюминстрой» Министерства строительства предприятий тяжёлой индустрии Украинской ССР, город Запорожье, Герой Социалистического Труда (1971).

## Биография
Родился 2 января 1928 года в городе Запорожье Запорожского округа Украинской ССР, в украинской семье. В 1943 году завершил обучение в школе в Запорожье. 
После освобождения города Запорожье от немецкой оккупации в 1943 году начал трудиться на строительстве и реконструкции металлургических предприятий. Позже был отмечен и назначен бригадиром комплексной бригады строителей строительного управления "Титанстрой" треста "Запорожалюминийстрой".  
Всегда отличался высоким профессионализмом, выполнял самые сложные строительные работы. Очень быстро осваивал новые методики в работе. В 1966 году его доблестный труд отмечен медалью "За трудовое отличие".
Указом Президиума Верховного Совета СССР от 5 апреля 1971 года за выдающиеся успехи в выполнении задания пятилетнего плана  по строительству и вводу в действие производственных мощностей, жилых домов и объектов культурно-бытового назначения Василию Григорьевичу Петренко присвоено звание Героя Социалистического Труда с вручением ордена Ленина и золотой медали «Серп и Молот».
Трудился на строительстве объектов города Запорожье, позже назначен парторгом управления треста "Запорожалюминстрой". Был удостоен звания "Заслуженный строитель Украинской ССР". 
Проживал в городе Запорожье Украинской ССР. Умер 7 апреля 1982 года. 

## Награды
За трудовые успехи удостоен:
- золотая звезда «Серп и Молот» (05.04.1971)
- орден Ленина (05.04.1971)
- Медаль «За трудовое отличие» (11.08.1966)
- другие медали.
- Заслуженный строитель Украинской ССР